# Ariadna tarsalis
Espèce
Synonymes
- Ariadna peruviana Beatty, 1970
- Dysdera murphyi Chamberlin, 1920
- Ariadna murphyi (Chamberlin, 1920)

Ariadna tarsalis est une espèce d'araignées aranéomorphes de la famille des Segestriidae.

## Distribution
Cette espèce se rencontre en Équateur y compris aux îles Galápagos et au Pérou.

## Description
Le mâle décrit par Giroti et Brescovit en 2018 mesure 8,08 mm et la femelle 9,52 mm, les mâles mesurent de 5,04 à 8,08 mm et les femelles de 7,4 à 12,8 mm.

## Systématique et taxinomie
Ariadna peruviana a été décrite par Beatty en  1970 et placée en synonymie avec Ariadna tarsalis dans un addendum au même article. Ariadna murphyi a été placée en synonymie avec Ariadna tarsalis par Giroti et Brescovit en 2018.

## Publication originale
- Banks, 1902 : Papers from the Hopkins Stanford Galapagos Expedition; 1898-1899. VII. Entomological Results (6). Arachnida. With field notes by Robert E. Snodgrass. Proceedings of the Washington Academy of Science, vol. 4, p. 49-86 (texte intégral).